# フォード・クーガー
クーガー (COUGAR)は、フォード・モーターがかつて生産・販売していたクーペ型の乗用車である。

## 概要
当初は3代目プローブとして開発されていたが、計画を変更し「クーガー」として1998年12月に欧州で発売された。モンデオをベースとしたDセグメントのクーペで、当時の欧州フォードが推進していたニューエッジ・デザインを取り入れている。また、カプリの販売終了から4年ぶりにヨーロッパ市場で販売したスポーツクーペであった。
北米では1999年モデルイヤー以降、マーキュリーブランドからマーキュリー・クーガー（通算8代目）として販売された。北米におけるフォードブランドのプローブ後継としては、1998年にエスコートZX2が別個導入されている。
製造はプローブと同様にアメリカで行われ、ヨーロッパとイギリスで販売される車両はドイツのケルン工場にてヨーロッパ仕様の灯火類とフォードのバッジが取り付けられた（イギリスとオーストラリア仕様の場合は右ハンドル車として仕上げられた）。
イギリスでは、フォードが1998年7月にシルバーストーンで開催されたイギリスグランプリでこの車を発表した。テレビコマーシャルでは、映画「イージー・ライダー」に出演したデニス・ホッパーが運転するシルバーのモデルが特集された。同時に、ステッペンウルフの1968年の曲「ボーン・トゥ・ビー・ワイルド」が流れていたが、この曲は映画でも取り上げられていたものであり、広告でも同じシーンが再現された。
クーガーは、2001年2月にイギリスから撤退した後、2002年8月にヨーロッパ市場から撤退した。最初の2年間の生産後、イギリスではわずか12,000台しか販売されなかったと伝えられている。1999年10月にオーストラリアで発売されたクーガーには 2.5 L 24 バルブ Duratec V型6気筒エンジンのみが搭載され、販売は2004年3月まで続いた。
日本ではマーキュリー・クーガーとして近鉄モータースによる正規輸入が行われていた。導入されたのは2.5 L+4速ATのモデル（型式：GF-1ZWCLC）のみであった。

## プラットフォーム
クーガーはフォード・モンデオのセダンプラットフォームに基づいて構築され、優れた乗り心地を提供し、他のクーペと比較して「適度に広々とした」室内空間を備えている。

## エンジン
クーガーには、モンデオギア (標準) およびギアX (単に X) とほぼ同等の2つの仕様レベルを持つ 2.0 L 16 バルブ Zetec エンジン、または 2.5 L 24 バルブ Duratec V6 エンジンが搭載されていた。マニュアルトランスミッションとオートマチックトランスミッションが用意されており、すべてのバリエーションに16インチのアルミホイールが標準装備された。

### 諸元
| エンジン                  | Zetec, EDBA                      | Duratec                           | Duratec                           | Duratec           |                   |                   |                   |                   |                   |                   |                   |                   |                   |                   |                   |                   |                   |                   |                   |                   |                   |                   |                   |                   |                   |                   |                   |                   |                   |                   |                   |                   |                   |
| 気筒/バルブ数             | 直列4気筒/16バルブ               | V型6気筒/24バルブ                 | V型6気筒/24バルブ                 | V型6気筒/24バルブ | V型6気筒/24バルブ | V型6気筒/24バルブ | V型6気筒/24バルブ | V型6気筒/24バルブ | V型6気筒/24バルブ | V型6気筒/24バルブ | V型6気筒/24バルブ | V型6気筒/24バルブ | V型6気筒/24バルブ | V型6気筒/24バルブ | V型6気筒/24バルブ | V型6気筒/24バルブ | V型6気筒/24バルブ | V型6気筒/24バルブ | V型6気筒/24バルブ | V型6気筒/24バルブ | V型6気筒/24バルブ | V型6気筒/24バルブ | V型6気筒/24バルブ | V型6気筒/24バルブ | V型6気筒/24バルブ | V型6気筒/24バルブ | V型6気筒/24バルブ | V型6気筒/24バルブ | V型6気筒/24バルブ | V型6気筒/24バルブ | V型6気筒/24バルブ | V型6気筒/24バルブ | V型6気筒/24バルブ |
| 排気量                    | 1,988 cc                         | 2,544 cc (2000年6月以降は2495 cc) | 2,544 cc (2000年6月以降は2495 cc) |                   |                   |                   |                   |                   |                   |                   |                   |                   |                   |                   |                   |                   |                   |                   |                   |                   |                   |                   |                   |                   |                   |                   |                   |                   |                   |                   |                   |                   |                   |
| 最高出力                  | 96 kW (129 hp) / 5,600 rpm       | 125 kW (168 hp) / 6,250 rpm       | 125 kW (168 hp) / 6,250 rpm       |                   |                   |                   |                   |                   |                   |                   |                   |                   |                   |                   |                   |                   |                   |                   |                   |                   |                   |                   |                   |                   |                   |                   |                   |                   |                   |                   |                   |                   |                   |
| 最大トルク                | 178 N⋅m (131 lbf⋅ft) / 4,000 rpm | 220 N⋅m (162 lbf⋅ft) / 4,250 rpm  | 220 N⋅m (162 lbf⋅ft) / 4,250 rpm  |                   |                   |                   |                   |                   |                   |                   |                   |                   |                   |                   |                   |                   |                   |                   |                   |                   |                   |                   |                   |                   |                   |                   |                   |                   |                   |                   |                   |                   |                   |
| 0–100 km/h (0-62 mph)加速 | 10.3 s                           | 8.6 s                             | 10.4 s                            |                   |                   |                   |                   |                   |                   |                   |                   |                   |                   |                   |                   |                   |                   |                   |                   |                   |                   |                   |                   |                   |                   |                   |                   |                   |                   |                   |                   |                   |                   |
| 最高速度                  | 209 km/h (130 mph)               | 225 km/h (140 mph)                | 206 km/h (128 mph)                |                   |                   |                   |                   |                   |                   |                   |                   |                   |                   |                   |                   |                   |                   |                   |                   |                   |                   |                   |                   |                   |                   |                   |                   |                   |                   |                   |                   |                   |                   |
| 車両重量                  | 1,315 kg (2,899 lb)              | 1,390 kg (3,064 lb)               | 1,410 kg (3,109 lb)               |                   |                   |                   |                   |                   |                   |                   |                   |                   |                   |                   |                   |                   |                   |                   |                   |                   |                   |                   |                   |                   |                   |                   |                   |                   |                   |                   |                   |                   |                   |
| CO2排出量                 | 202 g/km                         | 228 g/km                          | 240 g/km                          |                   |                   |                   |                   |                   |                   |                   |                   |                   |                   |                   |                   |                   |                   |                   |                   |                   |                   |                   |                   |                   |                   |                   |                   |                   |                   |                   |                   |                   |                   |
| 年式                      | 1998年 – 2002年                  | 1998年 – 2002年                   | 1998年 – 2002年                   |                   |                   |                   |                   |                   |                   |                   |                   |                   |                   |                   |                   |                   |                   |                   |                   |                   |                   |                   |                   |                   |                   |                   |                   |                   |                   |                   |                   |                   |                   |

## ハンドリング
この車のハンドリングは、「パワーを効果的に抑え、曲がりくねった道にも自信を持って挑むことができる」と評されている。標準ホイールには 215 mm 幅のタイヤが装備されており、これがコーナリング性能に貢献した。カー・アンド・ドライバー誌による長距離旅行での評価においては、「運転席に関する不満・課題点」が多数挙げられた。

## その他
より大きなエンジンでは「X-Pack」が利用可能だった。これには、運転席用の6段階電動調整機能を備えた革張りのヒーター付きフロントシート、および6枚のCDオートチェンジャーを備えたフォード RDS6000 6スピーカーラジオが含まれていた。
他にも追加できたオプション装備には、「X-Pack」には含まれていないヒーター付きフロントガラス、電動チルト、スライド式サンルーフ、メタリック塗装が含まれていた。

## 安全装備
標準の安全キットには、運転席、助手席、サイドエアバッグに加え、胸部への損傷を軽減するアンチロック・ブレーキ・システムとシートベルトが含まれている。ほかには、エンジンイモビライザー、遠隔制御、二重ロックシステム、警報装置が装備されていた。

## 関連記事
- マーキュリー・クーガー